# Simone Giertz
Simone Luna Louise Söderlund Giertz, född 1 november 1990 i Nacka, är en svensk uppfinnare, maker, robot-entusiast, TV- och videomakare.

## Biografi och karriär
Giertz inspirerades som barn av seriefiguren "Oppfinnar-Jocke" och började efterhand att själv konstruera maskiner och studera datorprogrammering och teknisk fysik. Hon driver en videokanal på Youtube där hon demonstrerar sina egenkonstruerade mekaniska, komiska robotar för "automatisering av vardagssysslor".
Med ökad internationell popularitet har Giertz fått epitetet "The Queen of Shitty Robots" och medverkat i en mängd TV-program och medier världen över som The Late Show with Stephen Colbert, Battlebots och Savage Builds. I december 2016 hade hennes kanal 346 000 prenumeranter. Bland hennes mest kända kreationer märks "Breakfast Machine" och de handgripliga "Applause Machine" och "Wake Up Machine", som väcker den sovande med en serie örfilar.
2016 började Giertz arbeta med Whiskey Medias Tested.com i San Francisco. Under 2017 ledde hon TV-programmet Manick i TV6 tillsammans med komikern Nisse Hallberg. Programmets idé är att testa underhållande och ofta överdrivna lösningar på vardagliga problem och frågeställningar.
I april 2018 uppnådde hennes Youtubekanal en miljon prenumeranter. I april 2018 höll hon även en TED-talk där hon uppmuntrade folk att skapa saker även om de inte fungerar bra. I samarbete med HBO gjorde hon en robot för att marknadsföra den andra säsongen av tv-serien Westworld.
I augusti 2019 reste hon till Nya Zeeland för att skapa en kostym föreställande en Mantisräka med Weta Workshop.

## Familj och privatliv
Efternamnet Giertz härstammar från en gammal tysk-svensk släkt Giertz invandrad från Holstein i Tyskromerska riket. Simone Giertz är dotter till TV-programledaren Caroline Giertz.
Giertz växte upp i Saltsjö-Duvnäs. När hon var 16 tillbringade hon ett år i Kina som utbytesstudent. Hon bodde i Hefei och lärde sig där grundläggande mandarin. Under sin vistelse medverkade hon även i en kinesisk situationskomedi vid namn Huan Xi Long Xia Dang (Kinesiska: 欢喜龙虾档, the Happy Lobster Restaurant). Där spelade hon karaktären Catherine, en amerikansk kvinna gift med en kinesisk man.
Giertz studerade under en kortare period Teknisk fysik på Kungliga Tekniska högskolan. I april 2018 meddelade Giertz på sin kanal att hon drabbats av en benign hjärntumör och planerades genomgå en operation i maj samma år. Operationen genomfördes och gick bra. I januari 2019 meddelade Giertz att hennes hjärntumör kommit tillbaka, och hon genomgick under våren 2019 strålbehandling. Även den andra strålbehandlingen var lyckad.

## Uppfinningar i urval
Giertz jobbar ibland själv men även med andra uppfinnare eller Youtubepersonligheter. Nedan följer ett urdrag av uppmärksammade projekt.

### Every Day Calendar
Den 23 oktober 2018 startade Simone Giertz en kickstarter-kampanj för sin egenutvecklade vägghängda kalender. Målet med kampanjen var att samla in 35 000 dollar för att täcka utvecklingskostnader, detta mål uppnåddes raskt och slutade med 593 352 insamlade dollar. I och med den lyckade kampanjen blev kalendern den första produkten Simone tog till massproduktion.

### Truckla
År 2019 initierade Simone ett projekt där hon tillsammans med Marcos Ramirez, Laura Kampf, Rich Rebuilds och Ryan Kalb konverterade en Tesla Model 3 till en liten pickup. Videon på projektet laddades upp 4 månader innan Tesla avslöjade att de höll på att utveckla sin cybertruck. Filmen fick över åtta miljoner visningar de första tio dagarna.

### Pussy Grabs Back
Tillsammans med Laura Kampf byggde Simone Giertz en "Pussy grabs back"-maskin. Detta var ett svar på den omtalade inspelningen där Donald Trump påpekade att man kan göra vad man vill om man är känd, "Grab them by the pussy".